# Citosol
Citosolul sau lichidul intracelular (sau matrice citoplasmatică sau Hialoplasma) este un lichid ce se găsește în interiorul celulelor, acesta este întregul conținut al unei celule eucariote în interiorul membranei celulare, minus conținutul din nucleul celulei, este denumit citoplasmă. În celulele procariote, majoritatea reactiilor chimice din metabolism au loc în citosol, în timp ce câteva vor avea loc în membranele sau în spațiul periplasmic. La eucariote, în timp ce mai multe cai metabolice apar deja în citosol, altele sunt conținute în organite celulare.
Citosolul este un amestec complex de substanțe dizolvate în apă. Deși apa formează majoritatea citosolului, structura și proprietățile mediului celular nu sunt bine înțelese. Concentrațiile de ioni, cum ar fi sodiu si potasiu sunt diferite în citosol decât în lichidul extracelular, aceste diferențe în nivelurile de ioni sunt importante în procese, cum ar fi reglarea presiunii osmotice și de semnalizare în celule. Citosolul, de asemenea, conține cantități mari de macromolecule, care pot modifica modul în care moleculele se comportă, prin aglomerarea macromoleculară.
Deși odată considerat a fi o soluție simplă de molecule, există nivele multiple de organizare in citosol. Acestea includ gradienți de concentrație a moleculelor mici, cum ar fi calciul, mari complexe de enzime care acționează împreună pentru a efectua căi metabolice, și complexele de proteine, cum ar fi protezomii și carboxizomii care încadrează și părți separate din citosol.